# Barglikowce
Barglikowce (Acanthisitti) – monotypowy podrząd niewielkich ptaków z rzędu wróblowych (Passeriformes).

## Występowanie
Endemity Nowej Zelandii.

## Charakterystyka
Bargliki charakteryzują się następującymi cechami:
- długość ciała 8–10 cm
- zielone lub brunatne ubarwienie
- samice są większe od samców
- żywią się owadami i pająkami
- słabo latają
- większość czasu spędzają na ziemi lub na głazach i pniach drzew
- ogon słabo widoczny

## Systematyka
Do podrzędu należy jedna rodzina barglików (Acanthisittidae) z następującymi rodzajami żyjącymi współcześnie:
- Traversia Rothschild, 1894 – jedynym przedstawicielem był wymarły pod koniec XIX wieku Traversia lyalli Rothschild, 1894 – łazik południowy
- Acanthisitta Lafresnaye, 1842 – jedynym przedstawicielem jest Acanthisitta chloris (Sparrman, 1787) – barglik
- Xenicus G.R. Gray, 1855

oraz wymarły w czasach prehistorycznych:
- Dendroscansor[6] – jedynym przedstawicielem był wymarły Dendroscansor decurvirostris.

Barglikowce stanowią grupę siostrzaną względem wszystkich pozostałych wróblowych oraz klad bazalny wróblowych. Po raz pierwszy wydzielenie barglikowców do rangi podrzędu zaproponował Wolters w 1977 roku; Sibley et al. (1982) proponowali wydzielenie ich do infrarzędu Acanthisittides. Zdaniem niektórych badaczy, przodkowie współczesnych barglikowców oddzielili się około 85–82 mln lat temu, gdy Zelandia oddzieliła się od Antarktyki.